# Коща (приток Костромы)
Коща — река в России, протекает по Буйскому району Костромской области. Исток реки находится у деревни Будущево Центрального сельского поселения. Устье реки находится в 100 км от устья Костромы по правому берегу. Длина Кощи с Ожоговкой составляет 10 км.
Основные притоки Кощи (от истока к устью): Старовка, Ожоговка, Погорелка (все левые).

## Данные водного реестра
В государственном водном реестре России река Коща объединена с притоком Ожоговкой и названа Ожоговкой.
По данным государственного водного реестра России относится к Верхневолжскому бассейновому округу, водохозяйственный участок реки — Кострома от истока до водомерного поста у деревни Исады, речной подбассейн реки — Волга ниже Рыбинского водохранилища до впадения Оки. Речной бассейн реки — (Верхняя) Волга до Куйбышевского водохранилища (без бассейна Оки).
Код объекта в государственном водном реестре — 08010300112110000012571.